# Crkva sv. Ane (Sveti Križ Začretje)
Crkva sv. Ane  je rimokatolička crkva u mjestu Završju Začretskom, u općini Sveti Križ Začretje.

## Opis
Crkva sv. Ane u Završju Začretskom smještena je na povišenom platou iznad naselja. Ova se crkva po prvi put spominje u vizitaciji iz 1665. godine, no današnji izgled pripisujemo intervencijama koje su izvršene u 18. stoljeću. Građevina ima pravokutnu lađu te uže i niže svetište zaključeno plitkom, zaobljenom apsidom. Sakristija je smještena sa sjeverne strane uz svetište, drveni zvonik uzdiže se iznad pročelja, a na sredini sjevernog zida probijen je bočni natkriveni ulaz. Cijelo svetište crkve, kao i prednju plohu trijumfalnog luka oslikao je Anton Jožef Lerchinger u razdoblju od 1756. – 1760. god. Inventar se sastoji od orgulja i klasicističkih oltara u čijim se nišama nalaze kipovi s prijašnjih baroknih oltara.

## Zaštita
U Registru kulturnih dobara Republike Hrvatske ova je crkva pod oznakom Z-2219 zavedena kao nepokretno kulturno dobro - pojedinačno, pravnog statusa zaštićena kulturnog dobra, a klasificirana je kao "sakralna graditeljska baština".